# Arcoano Buzzaccarini

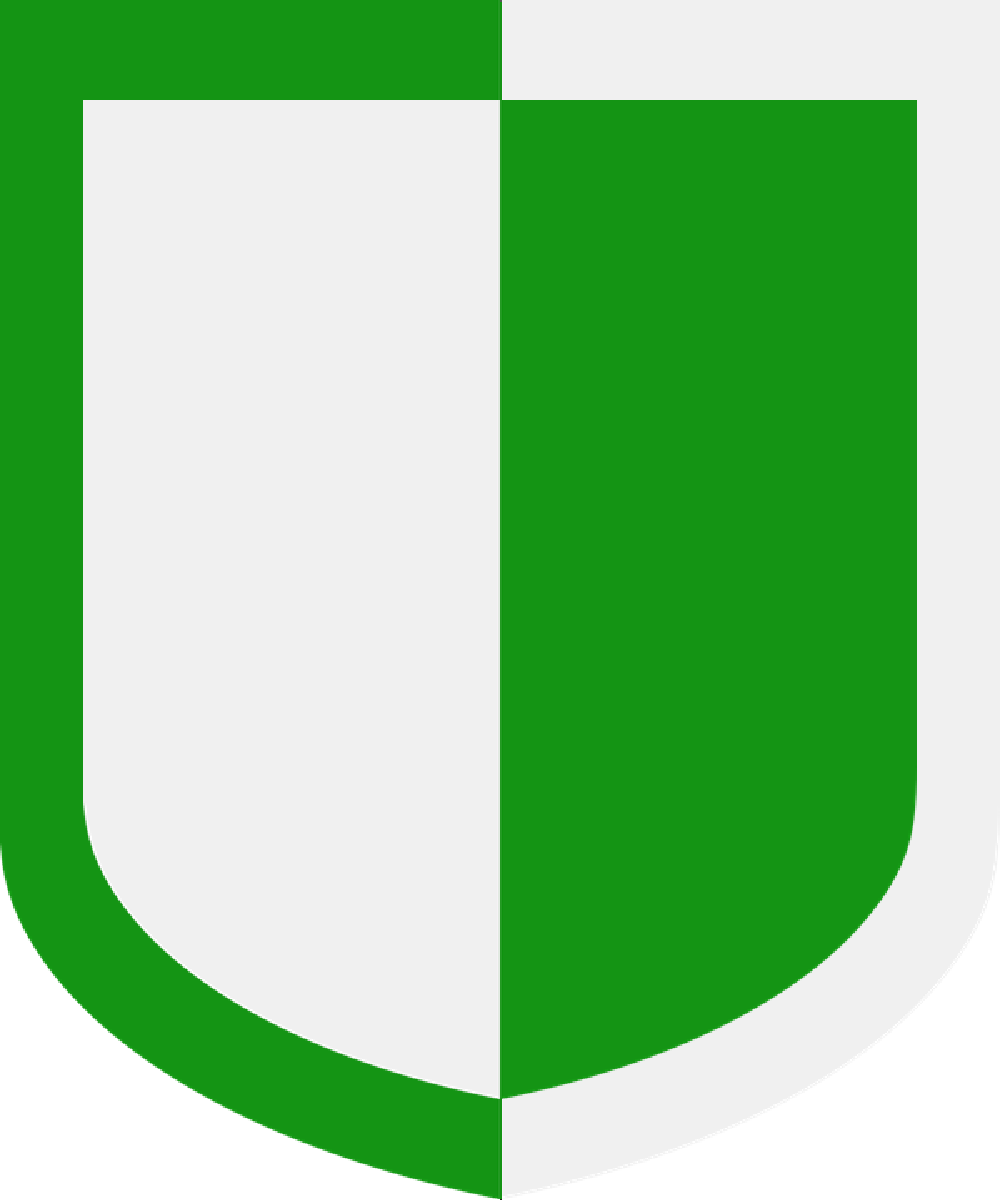
Stemma Buzzacarini

Arcoano (talvolta anche Arcuano o Arquano) Buzzaccarini (1330 – Padova, gennaio 1403) è stato un nobile, militare e politico italiano.

## Biografia

### Origini
Arcoano nacque nel 1330 da Pataro Buzzaccarini e da sua moglie Francesca da Gonzaga. Era esponente di una delle famiglie più illustri di Padova e strettamente legata alla famiglia dei da Carrara che deteneva la signoria della città. A rafforzare questa posizione vi fu nel 1345 il matrimonio tra Francesco il Vecchio da Carrara e Fina Buzzaccarini, sorella di Arcoano. Nel 1363 venne concessa la cittadinanza di Firenze a lui e ai suoi eredi ed venne anche ascritto al patriziato veneto a titolo onorifico ma con lo scoppio della guerra tra Padova e Venezia nel 1372, quest'ultimo le venne revocato.
Fu proprio in questo conflitto che Arcoano cominciò la sua carriera militare.

### Guerra con Venezia
Nel 1372 partecipò al consiglio di guerra indetto dal cognato Francesco I da Carrara e subito dopo venne nominato Podestà di Bassano. Il 16 novembre combatté alle Brentelle, dove i padovani arrestarono l'avanzata dell'esercito veneziano, per poi tornare a Bassano, dove nel gennaio del 1373 accolse le truppe di rinforzo inviate dall'Ungheria da Re Luigi, alleato del Signore Carrarese.
Durante il resto dell'anno condusse varie incursioni tra il Montello e Treviso fino alla firma della pace il 21 settembre. Questa imponeva condizioni dure ai Carraresi e lo stesso Arcoano venne inviato a Venezia come ostaggio, per garantire il rispetto dei termini. Ad ogni modo tornò a Padova già a novembre.

### Guerra di Chioggia
Le gesta sul campo valsero ad Arcoano il favore del cognato e divenne il suo più fidato consigliere.
Nel 1378 Padova aderì alla coalizione che si scontrò con Venezia e partecipò in questo modo alla guerra di Chioggia. Arcoano tornò nel territorio di Treviso per depredarlo ed assediare la città tra il 1378 e il 1379. Per queste azioni Luigi d'Ungheria gli donò l'Aquila Bianca Coronata di Polonia, con il privilegio di inserirla nello stemma dei Buzzaccarini e lo creò cavaliere. Nel giugno del 1379 espugnò la rocca di Romano ed attaccò Noale. In agosto comandò uno schieramento padovano nell'assalto di Chioggia che terminò con la conquista della città. Poco dopo venne nominato Capitano generale delle truppe padovane e fino al 1381, anno in cui venne firmata la pace di Torino, tentò di conquistare Treviso. Infine quest'ultima venne venduta da Leopoldo III d'Asburgo a Francesco da Carrara nel 1384 per 100.000 ducati.

### Il conflitto con i Della Scala
Nel 1385 la Repubblica di Venezia sovvenzionò l'intervento di Antonio della Scala, Signore di Verona, contro lo stato carrarese. Infatti in Friuli dal 1381 infuriava la Guerra di successione al Patriarcato di Aquileia e gli scaligeri presero a pretesto il fatto di recarsi a Udine con l'esercito per invadere i territori a nord di Padova.
Arcoano venne inviato a difendere i possedimenti carraresi tra Cittadella e Bassano e partecipò nel 1386 alla battaglia delle Brentelle, dove i veronesi vennero sconfitti una prima volta dalle truppe padovane. Nell'intento di volgere la situazione a proprio favore, Francesco I da Carrara si alleò con Gian Galeazzo Visconti, duca di Milano, e si accordarono per spartirsi i territori scaligeri. La guerra continuò fino all'anno seguente quando nella battaglia di Castagnaro le truppe veronesi vennero definitivamente sconfitte dai padovani comandati da Giovanni Acuto e Francesco Novello. In quest'occasione ad Arcoano venne affidata la difesa del gonfalone dell'esercito ed i suoi due figli, Pataro e Francesco, vennero investiti cavalieri.

### La guerra con Gian Galeazzo ed il declino
Per tutto il 1387 Arcoano operò al comando dell'esercito padovano nel vicentino per conquistare, come da accordi con Gian Galkeazzo Visconti, la città di Vicenza. Tuttavia i vicentini preferirono consegnarsi al duca di Milano e Gian Galeazzo, tradendo l'accordo con Francesco ed alleandosi con Venezia contro di lui.
Nel consiglio ristretto convocato dal Signore di Padova, Arcoano prima gli suggerì di cedere Padova e Treviso ritirandosi a Feltre, poi di abdicare in favore di suo figlio Francesco Novello, cosa che avvenne il 29 giugno 1388. Per Arcoano si aprì un periodo travagliato: non riuscì ad opporsi ai milanesi che stavano assaltando Stra per congiungersi con le truppe veneziane e questo gli valse delle accuse di tradimento. Inoltre i cronisti riferiscono che dissuase Francesco dal tentare ulteriori difese e tenne un comportamento nel complesso ambiguo. Comunque fosse, dopo l'armistizio e la partenza da Padova del Novello, venne additato tra i maggiori responsabili delle sciagure avvenute nella città durante il dominio carrarese e per questo il nuovo governo comunale chiese a Gian Galeazzo l'esilio per lui e per i suoi figli. Tuttavia questo non avvenne e nel 1390 partecipò ad una congiura per ristabilire la signoria padovana. Questa venne scoperta e la prigionia fu inevitabile. Tornò a Padova nel 1392, alla pace tra Padova e Milano che vide restaurata la signoria carrarese. Ormai anziano non partecipò più attivamente alla vita pubblica della città se non quando, nel 1401, accolse assieme ad altri nobili padovani l'Imperatore Roberto del Palatinato.
Morì nel gennaio del 1403 e venne sepolto nella cappella di S. Stefano della Chiesa di Sant'Agostino, nel sepolcro costruito per i Buzzaccarini dal padre Pataro, accanto a molti membri illustri dei da Carrara. Delle sue esequie si conserva l'orazione funebre, scritta e declamata da Francesco Zabarella.

## Discendenza
Sposò Nobilia Manfredi, figlia di Francesco Manfredi, Signore di Faenza ed Imola, dalla quale ebbe:
- Francesco: soldato nelle guerre di Francesco il Vecchio. Sposò Margherita Sambonifacio ed ebbe discendenza.
- Pataro: anch'esso soldato per la Signoria Padovana.
- Lodovico: studioso e dottore dell'Università di Padova, divenne condottiero di grande valore per i da Carrara prima e per la Serenissima poi. Sposò Lodovica Sanguinazzi ed in seconde nozze Angela da Castelnuovo.
- Tre figlie.